# Sugar Baby Love
«Sugar Baby Love» es una canción de The Rubettes, una banda inglesa conformada por músicos de sesión. Fue publicada en marzo de 1974 a través del sello Polydor Records.

## Composición y arreglos
Musicalmente, «Sugar Baby Love» ha sido descrita como una canción de bubblegum pop, glam rock, y doo-wop. Los escritores Wayne Bickerton (entonces director de A&R en Polydor Records) y Tony Waddington originalmente tenían la intención de presentarlo para el Festival de la Canción de Eurovisión, pero en cambio se lo ofrecieron tanto a Showaddywaddy como a Carl Wayne, quienes lo rechazaron. Creyendo en la canción, sugirieron que los músicos de sesión que grabaron la demostración original formaran un grupo para lanzar la canción. Con la excepción del cantante principal de la grabación, Paul Da Vinci, que había firmado un contrato de grabación en solitario con otra compañía, los demás músicos estuvieron de acuerdo y así nació The Rubettes. Para apariciones públicas incluyendo Top of the Pops, Alan Williams, quien afirmó ser el único miembro del grupo capaz de duplicar el falsete de Da Vinci, interpretó la voz principal.
“Teníamos a Paul Da Vinci cantando con esa voz de falsete increíblemente alta”, dijo Wayne, “y luego un grupo vocal canta ‘bop-shu-waddy’ una y otra vez durante unos tres minutos. Gerry Shury, quien hizo los arreglos de cuerdas, dijo: ‘Esto no va a funcionar: no se puede tener un grupo vocal cantando bop-shu-waddy sin parar’. Mucha gente nos dijo lo mismo y más decidido estaba a publicarlo... El disco estuvo inactivo durante seis o siete semanas y luego tuvimos una aparición en Top of the Pops y despegó como un cohete y vendió seis millones de copias en todo el mundo. Gerry me dijo: ‘Mantendré la boca cerrada y me concentraré en dirigir las cuerdas’. Pero podría haber tenido razón. Realmente no sabía si iba a funcionar”.

## Escritura y temática
Líricamente, «Sugar Baby Love»  es una canción de arrepentimiento y disculpa. El narrador canta sobre su remordimiento por lastimar a su pareja, a quien cariñosamente se refiere como “Sugar Baby”. La canción también profundiza en el tema universal de la imperfección humana en las relaciones.

## Lista de canciones
Todas las canciones escritas y compuestas por Wayne Bickerton y Tony Waddington.
1. «Sugar Baby Love» – 3:33
2. «You Could Have Told Me» – 2:49

## Posicionamiento

### Gráfica semanal
| Gráfica (1974)                       | Pico de posición |
| ------------------------------------ | ---------------- |
| Alemania (Offizielle Top 100)        | 1                |
| Australia (Kent Music Report)        | 2                |
| Austria (Ö3 Austria)                 | 1                |
| Bélgica (Flandes) (Ultratop Singles) | 1                |
| Bélgica (Valonia) (Ultratop Singles) | 1                |
| Canadá (RPM Top Singles)             | 25               |
| Francia (IFOP)                       | 3                |
| Irlanda (Irish Singles Chart)        | 3                |
| Noruega (VG-lista)                   | 2                |
| Países Bajos (Nederlandse Top 40)    | 1                |
| Países Bajos (Single Top 100)        | 1                |
| Quebec (ADISQ)                       | 2                |
| Reino Unido (UK Singles Chart)       | 1                |
| Sudáfrica (Springbok Radio)          | 2                |
| Suiza (Schweizer Hitparade)          | 1                |

### Gráfica de fin de año
| Gráfica (1974)                       | Pico de posición |
| ------------------------------------ | ---------------- |
| Alemania (Offizielle Top 100)        | 1                |
| Australia (Kent Music Report)        | 21               |
| Austria (Ö3 Austria)                 | 3                |
| Bélgica (Flandes) (Ultratop Singles) | 4                |
| Canadá (RPM Top Singles)             | 199              |
| Países Bajos (Nederlandse Top 40)    | 2                |
| Países Bajos (Single Top 100)        | 2                |
| Suiza (Schweizer Hitparade)          | 3                |

## Certificaciones y ventas
| País                                                     | Certificación | Ventas    |
| -------------------------------------------------------- | ------------- | --------- |
| Reino Unido (BPI)                                        | Oro           | 500 000*  |
| Total                                                    |               |           |
| Mundial                                                  | —             | 8 000 000 |
| *cifras de ventas basadas únicamente en la certificación |               |           |